# Piton de Sainte-Rose
Le piton de Sainte-Rose est un sommet situé sur l'île de Basse-Terre en Guadeloupe. S'élevant à 357 mètres d'altitude, il se trouve sur la limite des territoires des communes de Deshaies et de Sainte-Rose.
Situé à l'est du piton Deshaies, il comporte à son sommet une antenne relais. 

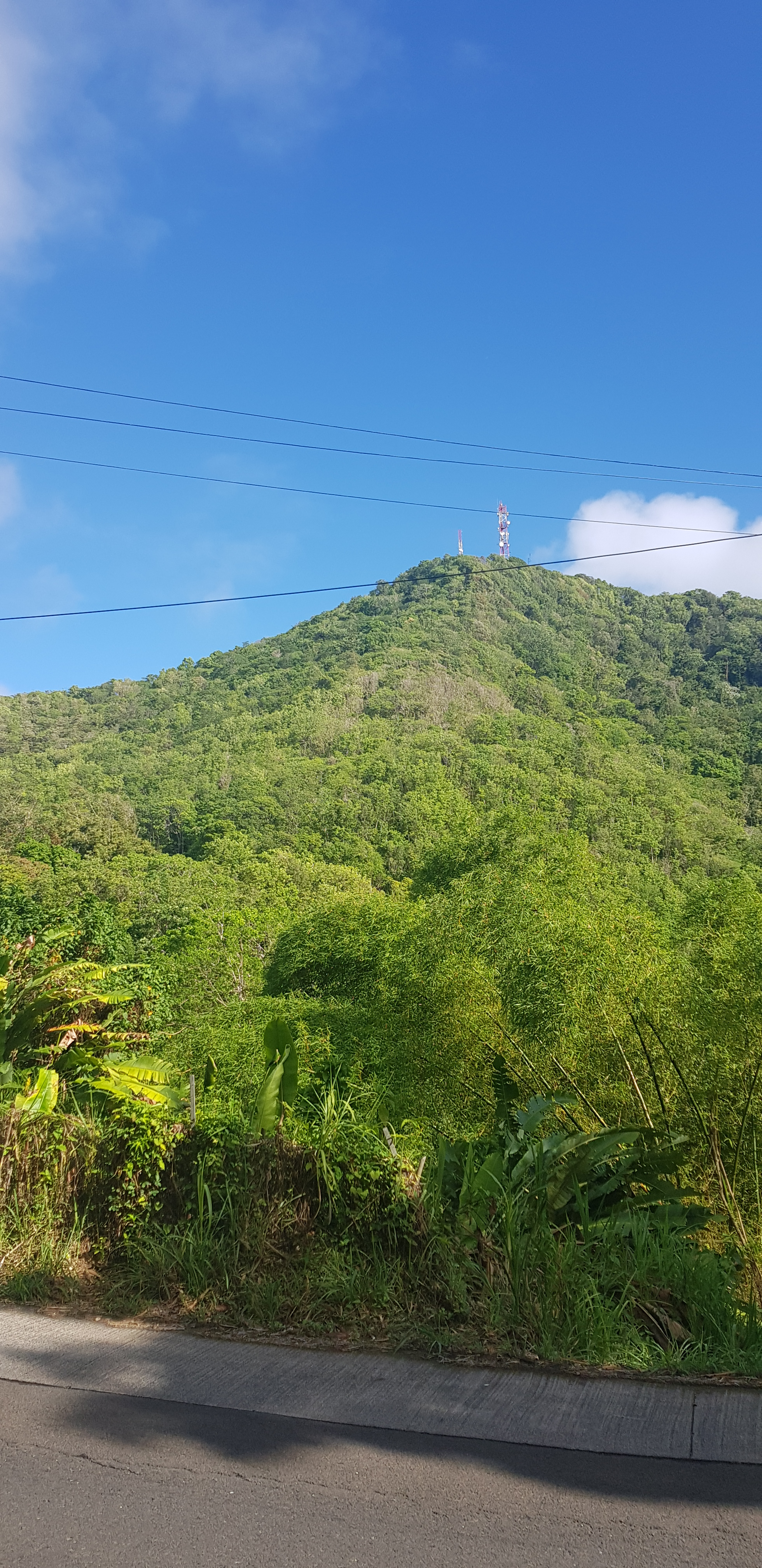
Vue frontale du piton de Sainte-Rose.
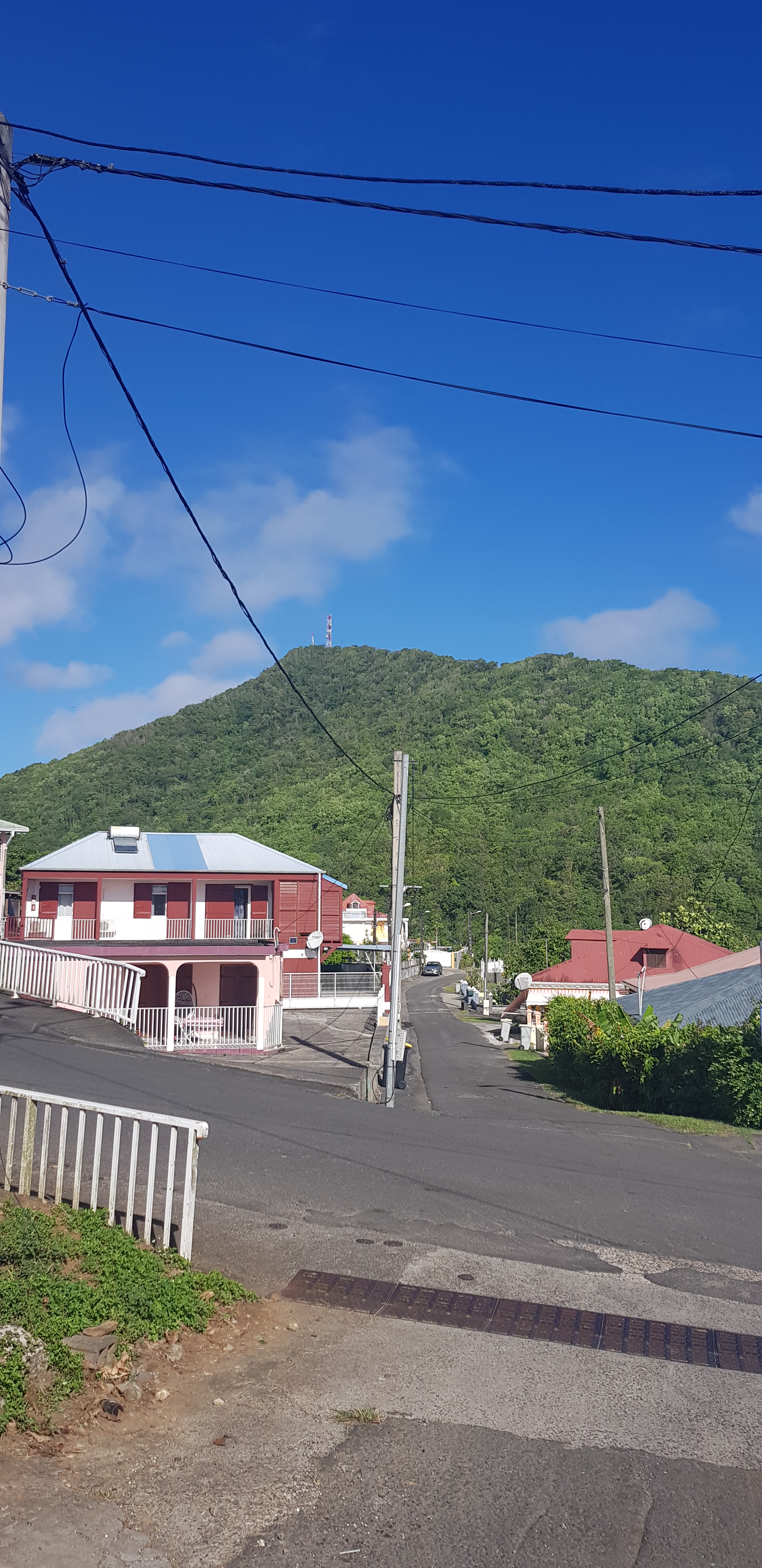
Piton de Sainte-Rose vu de Desbonnes.
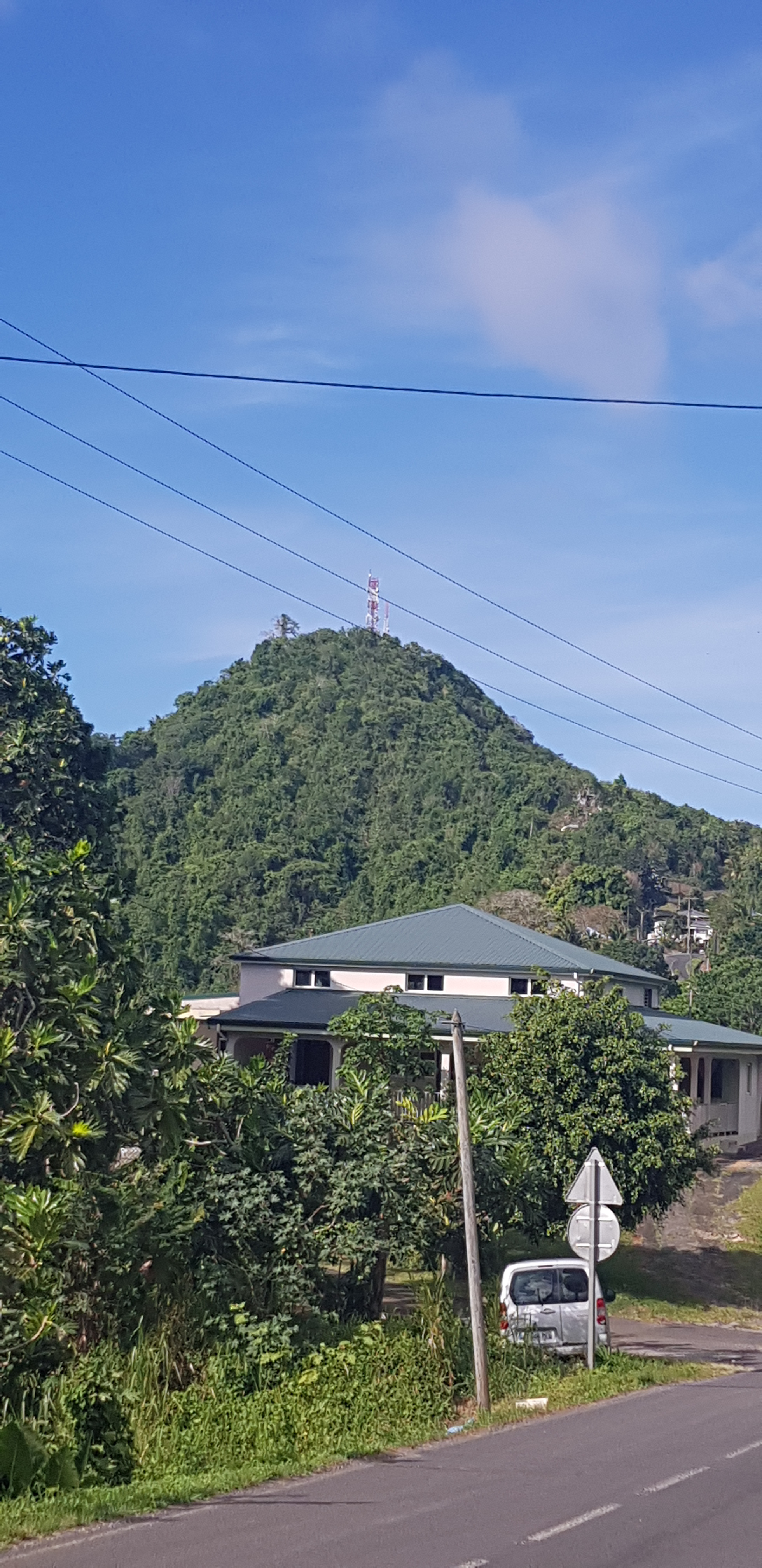
Piton de Sainte-Rose vu de Caféière.
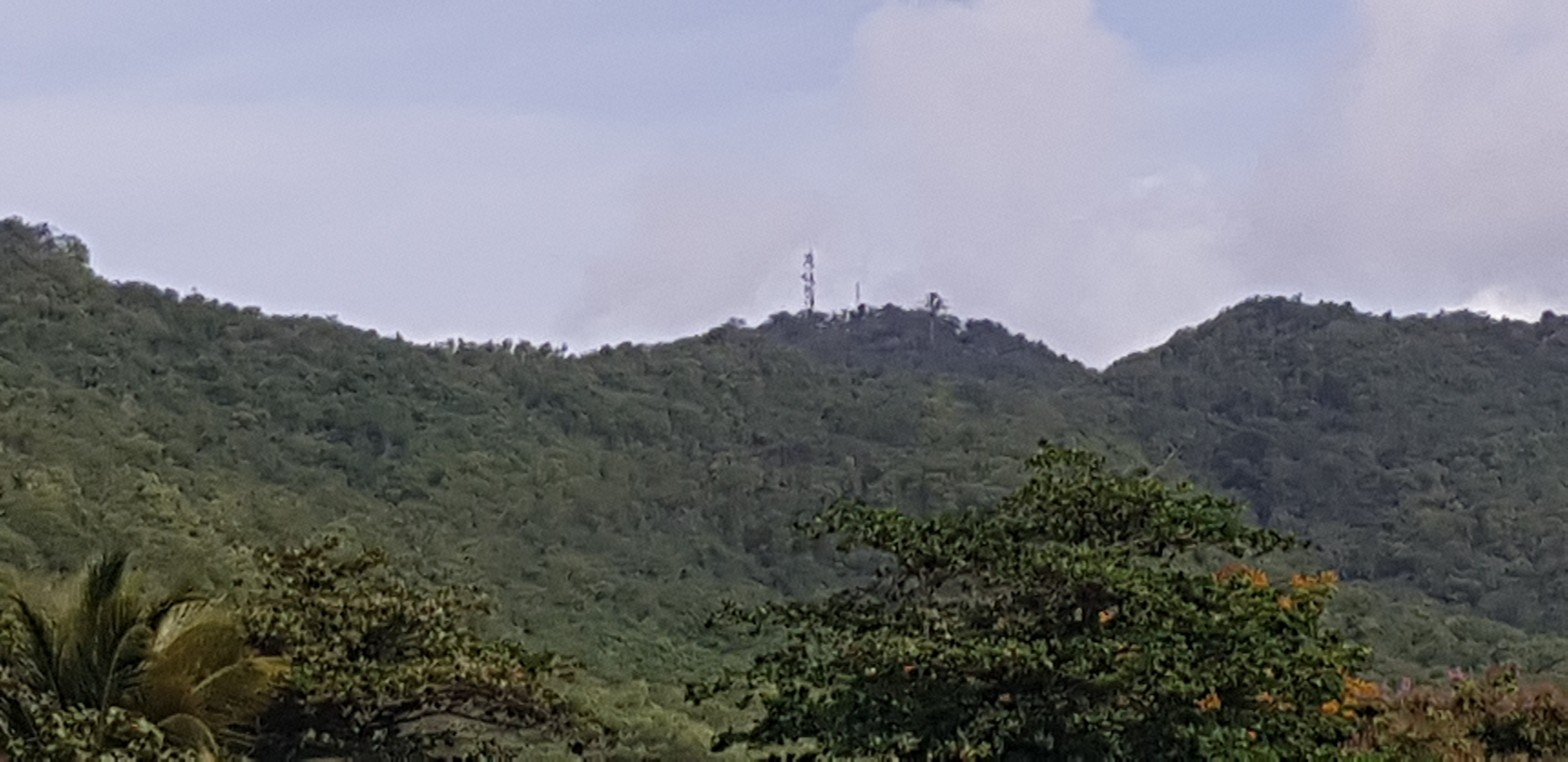
Piton Deshaies (à droite) et piton de Sainte-Rose.
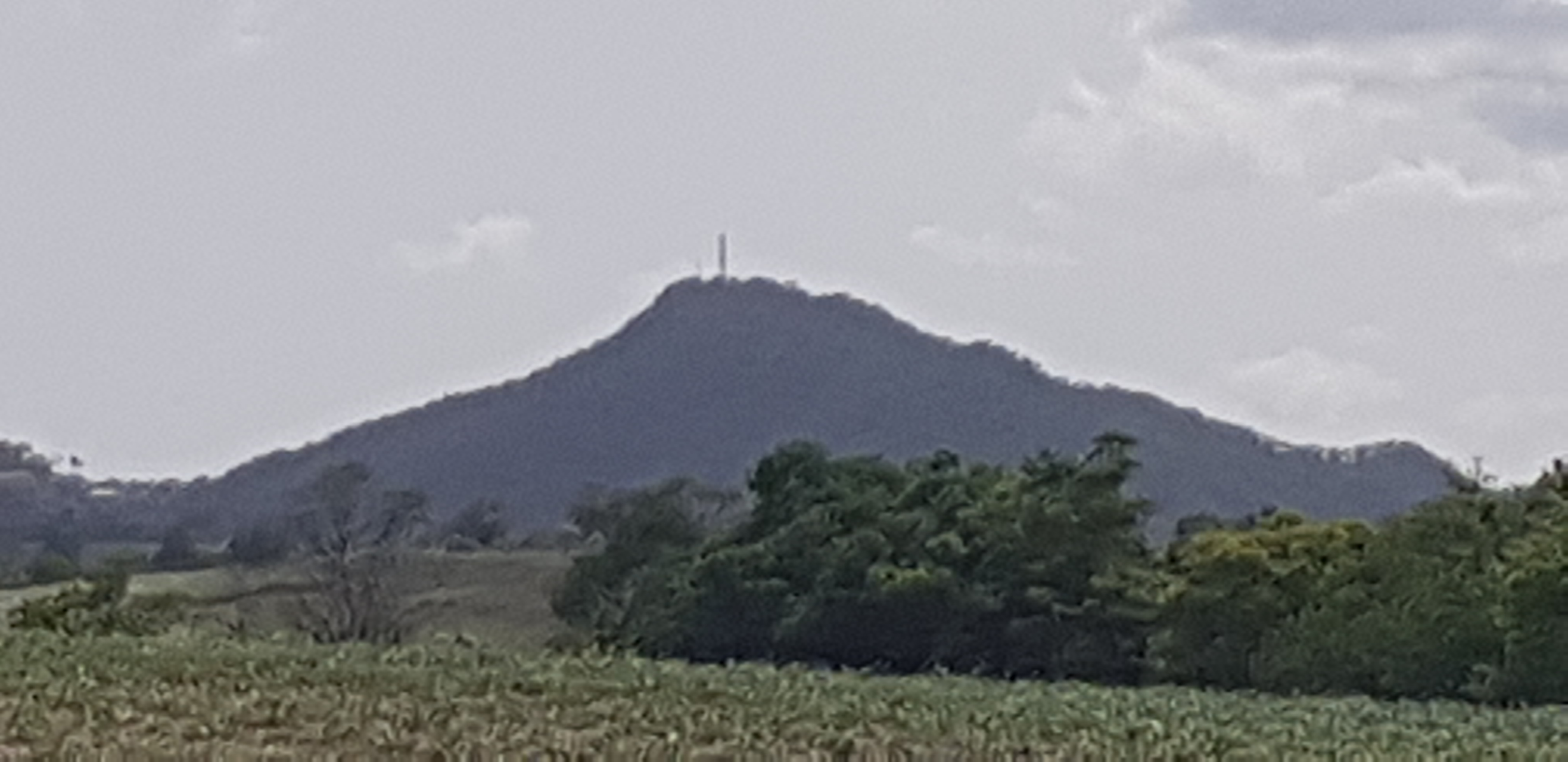
Piton de Sainte-Rose vu de la pointe Caraïbe.